# MG Motor
MG Motor là một thương hiệu ô tô thuộc sở hữu của SAIC Motor, một hãng sản xuất ô tô nhà nước Trung Quốc có trụ sở tại Thượng Hải. Đây là sự tiếp nối của thương hiệu MG ban đầu, một thương hiệu Anh được thành lập tại Oxford, Vương quốc Anh, vào năm 1924. SAIC Motor đã giành được quyền kiểm soát thương hiệu vào tháng 12 năm 2007 bằng cách mua lại Nanjing Automobile Corporation (NAC), công ty ban đầu đã tiếp quản thương hiệu từ MG Rover Group đã không còn tồn tại vào năm 2005. Hiện tại, MG hoạt động như một bộ phận trong chi nhánh xe chở khách của SAIC.
Xe MG được thiết kế và phát triển bởi SAIC, và hoạt động sản xuất chủ yếu diễn ra tại các nhà máy của SAIC tại Trung Quốc. Ngoài ra, SAIC còn sản xuất xe MG tại Thái Lan, Ấn Độ, Indonesia và Đài Loan cho các thị trường khu vực tương ứng của họ. Thương hiệu này đã lắp ráp xe trong thời gian ngắn tại nhà máy Longbridge ở Anh từ năm 2007 đến năm 2016, trước khi quay lại nhập xe trực tiếp từ Trung Quốc.
Tại Trung Quốc, MG còn được biết đến với tên tiếng Trung là "名爵"; Míngjué, và là một trong số nhiều thương hiệu xe du lịch do SAIC sở hữu trực tiếp, cùng với IM Motors, Rising Auto, Roewe và Maxus (LDV cho một số thị trường xuất khẩu). Bên ngoài Trung Quốc, MG đã được định vị là thương hiệu chính của SAIC. Kể từ năm 2019, công ty đã trở thành nhà xuất khẩu ô tô một thương hiệu lớn nhất từ Trung Quốc. Năm 2023, MG Motor đã bán được khoảng 840.000 xe trên toàn cầu, trong đó 88 phần trăm doanh số bán hàng đến từ các thị trường bên ngoài Trung Quốc

## Lịch sử

### Bối cảnh
MG được thành lập vào năm 1924 bởi Cecil Kimber tại Oxford, Vương quốc Anh. Sau một loạt các thay đổi về quyền sở hữu, bao gồm cả việc sáp nhập với Austin để thành lập British Motor Corporation (BMC) và sau đó là British Leyland, MG đã phải đối mặt với những khó khăn về tài chính vào cuối thế kỷ 20. Năm 1994, BMW mua lại Rover Group, bao gồm cả MG, nhưng đã bán thương hiệu này vào năm 2000 do thua lỗ tài chính liên tục. Sau đó, MG và Rover được Phoenix Venture Holdings, một tập đoàn do bốn doanh nhân người Anh sở hữu, mua lại, thành lập nên MG Rover Group. Công ty đã phá sản vào năm 2005, với khoản nợ hơn 1,4 tỷ bảng Anh.

### 2005–2009: Với tư cách là NAC MG
Sau sự sụp đổ của MG Rover, vào tháng 7 năm 2005, Nanjing Automobile Corporation (NAC)  đã mua lại thương hiệu MG, nhà máy Longbridge và công cụ sản xuất của thương hiệu này với giá 53 triệu bảng Anh (97 triệu USD). NAC đã trả giá cao hơn SAIC Motor lớn hơn, công ty cũng đã tìm cách mua lại thương hiệu này. Mặc dù SAIC đã có thể đảm bảo quyền sở hữu trí tuệ đối với các mẫu xe Rover 75 và Rover 25, nhưng công ty không thể mua lại nhãn hiệu Rover, nhãn hiệu này đã được Ford mua lại từ BMW vào năm 2006. SAIC đã phản ứng bằng cách tạo ra thương hiệu Roewe để sản xuất và tiếp thị các loại xe Rover trước đây tại Trung Quốc.

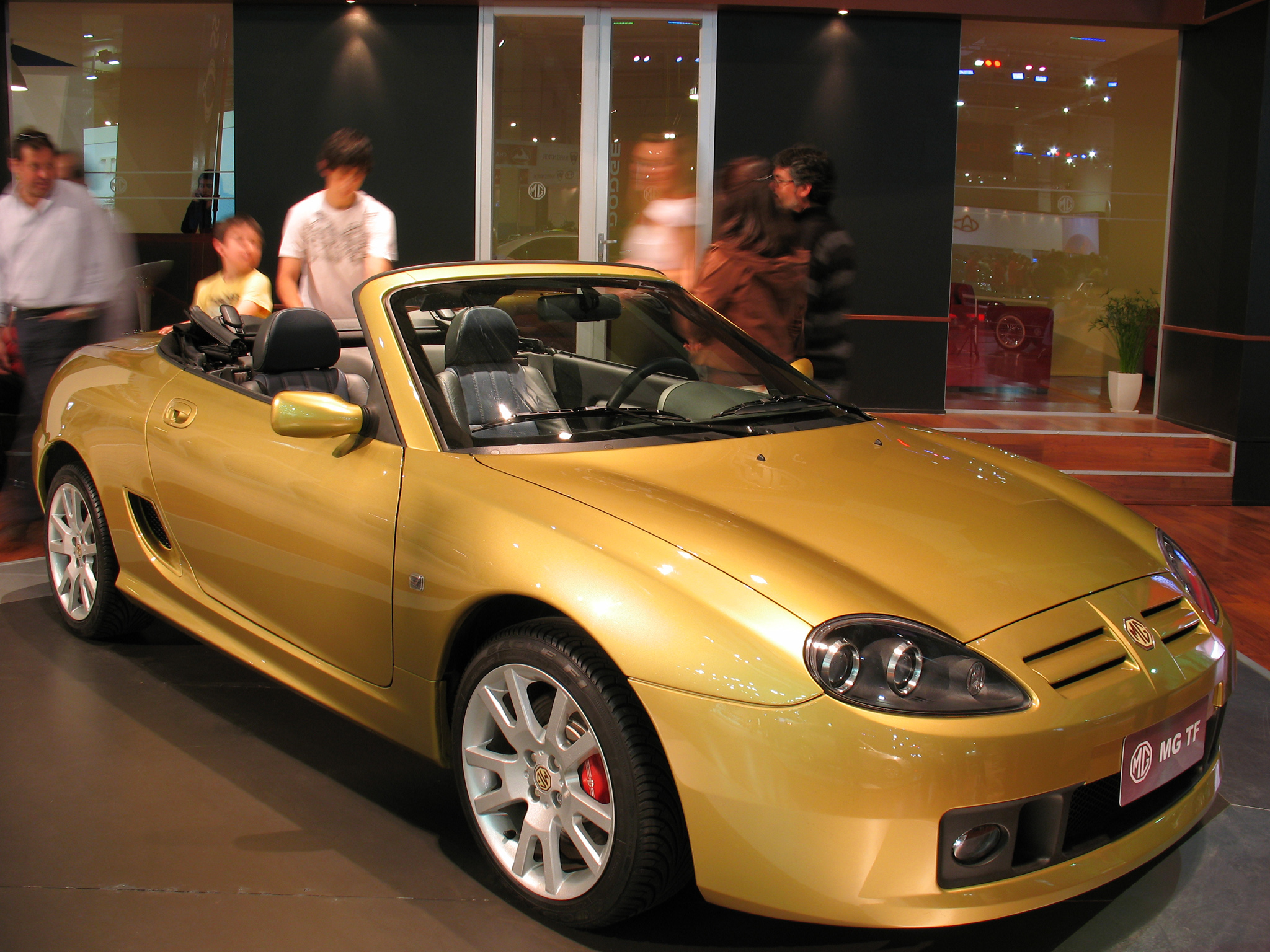
Một chiếc MG TF 2007 được sản xuất tại Nam Kinh, Trung Quốc

Ngày 12 tháng 4 năm 2006, NAC chính thức thành lập NAC MG UK Limited với tư cách là công ty mẹ có trụ sở tại Vương quốc Anh cho nhà máy Longbridge và thương hiệu MG. Việc sản xuất xe MG, bao gồm MG TF, MG3 và MG7, đã được tiếp tục tại một cơ sở của NAC ở Nam Kinh vào ngày 27 tháng 3 năm 2007, với các công cụ sản xuất được vận chuyển từ Longbridge. Vào tháng 8 năm 2008, việc sản xuất các mẫu xe MG TF LE500, MG TF135 và MG TF kỷ niệm 85 năm cũng đã được khởi động lại tại nhà máy Longbridge ở Vương quốc Anh.
Ngày 26 tháng 12 năm 2007, NAC sáp nhập vào SAIC, trở thành công ty con của SAIC. Việc sáp nhập này đã trao cho SAIC toàn quyền kiểm soát NAC MG và giải quyết tình trạng tắc nghẽn sản xuất đối với thương hiệu Roewe của mình, vì NAC sở hữu quyền sản xuất động cơ Rover và các công nghệ quan trọng khác. Đầu năm 2009, NAC MG UK Limited được đổi tên thành MG Motor UK Limited và trở thành công ty bán hàng quốc gia cho thị trường Vương quốc Anh.

### 2007–nay: Thuộc SAIC Motor

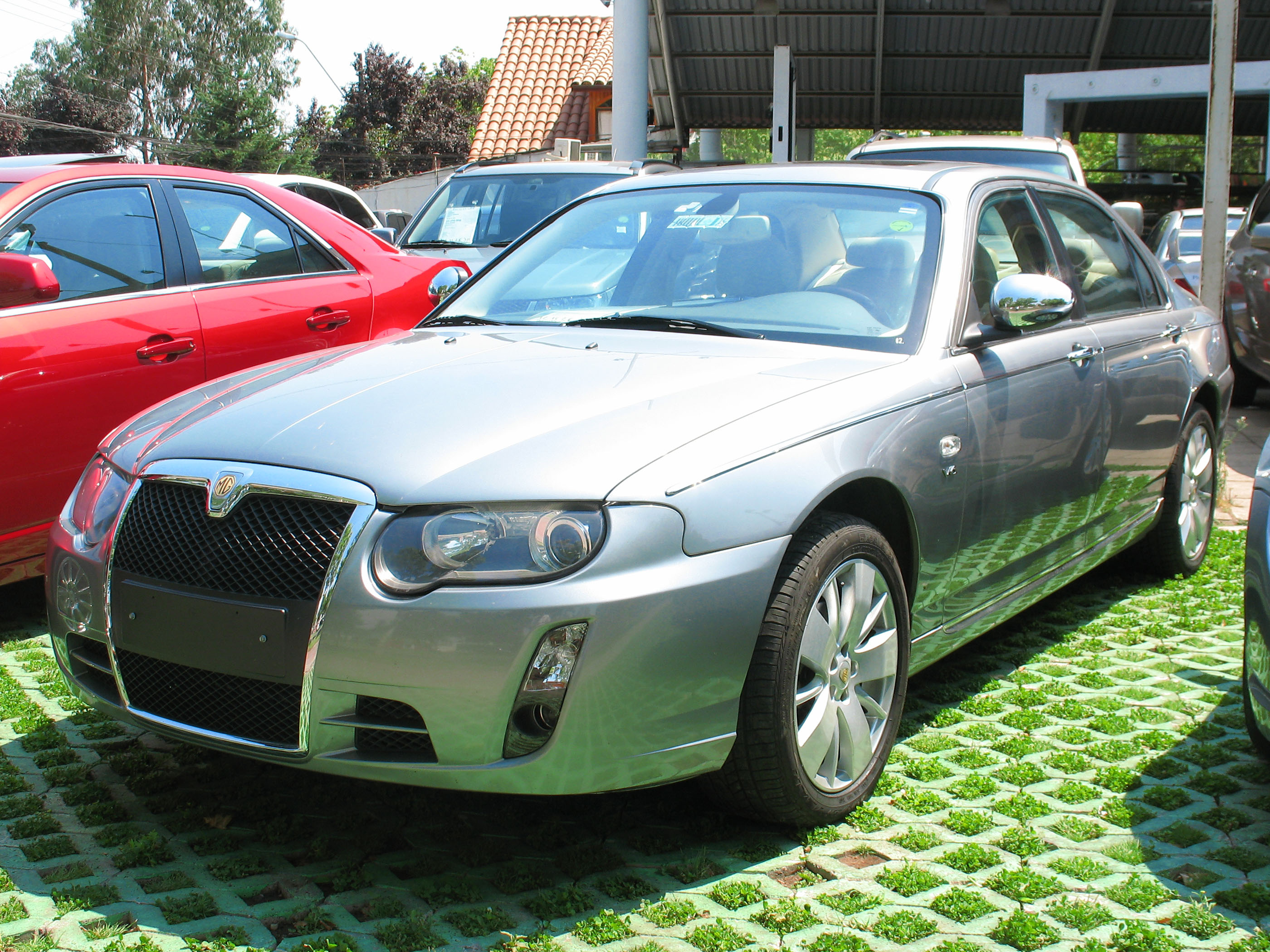
Một chiếc MG 750 2010 tại Chile

Vào tháng 10 năm 2008, SAIC bắt đầu xuất khẩu Roewe 750 và 550 sang Chile dưới thương hiệu MG, đổi tên thành MG 750 và MG 550. Công ty tuyên bố rằng thương hiệu MG, so với Roewe của SAIC, có "mức độ phổ biến, lòng trung thành và sự cao cấp" cần thiết để cạnh tranh trên thị trường xuất khẩu, bao gồm cả Châu Âu.
Vào năm 2011, SAIC và General Motors, là đối tác liên doanh tại Trung Quốc, đã công bố hợp tác để phát triển một dòng động cơ xăng mới có tên gọi là SGE, bao gồm 1.0, 1.2, 1.4 và 1.5 lít, tất cả đều tăng áp. Dòng động cơ này được sử dụng trong nhiều mẫu xe MG.
Mẫu xe hoàn toàn mới đầu tiên mang thương hiệu MG sau 16 năm, MG6, chính thức ra mắt vào ngày 26 tháng 6 năm 2011 trong chuyến thăm nhà máy MG Motor Longbridge của thủ tướng Trung Quốc Ôn Gia Bảo. Đến tháng 3 năm 2012, SAIC đã đầu tư tổng cộng 450 triệu bảng Anh vào MG Motor. Mẫu xe hatchback cỡ nhỏ MG3  đã được bán tại Anh vào tháng 9 năm 2013, sau khi được xem trước dưới dạng xe ý tưởng MG Zero vào năm 2010.
Sau nhiều đợt cắt giảm nhân sự, vào ngày 23 tháng 9 năm 2016, MG Motor thông báo rằng toàn bộ hoạt động sản xuất xe đã dừng lại tại nhà máy Longbridge. Việc đóng cửa ảnh hưởng đến 25 việc làm tại nhà máy lắp ráp, trong khi các bộ phận bán hàng, tiếp thị và hậu mãi có trụ sở tại khu phức hợp Longbridge không bị ảnh hưởng. Công ty trích dẫn "cải thiện hiệu quả quy mô sản xuất" là lý do đóng cửa nhà máy, cam kết rằng sản xuất tại Trung Quốc sẽ "cho phép tiếp cận sản phẩm nhanh hơn và giúp đáp ứng nhu cầu ngày càng tăng của khách hàng." Kể từ đó, xe MG đã được nhập khẩu từ Trung Quốc vào Vương quốc Anh.
Vào tháng 12 năm 2017, MG Motor đã mở nhà máy đầu tiên ở nước ngoài bên ngoài Trung Quốc và Vương quốc Anh, đặt tại Chonburi, Thái Lan. Đây là liên doanh giữa SAIC và Charoen Pokphand, một tập đoàn của Thái Lan. Nhà máy có tổng công suất sản xuất hàng năm là 100.000 xe.
Vào năm 2018, SAIC Design đã mở một studio thiết kế mới tại London, chuyên thiết kế cho xe MG và Roewe.
Xe MG đã có mặt tại các nước châu Âu khác kể từ cuối năm 2019 với việc phát hành ZS EV trong khu vực. SAIC Motor đã thành lập các hoạt động có trụ sở tại Amsterdam, Hà Lan để giám sát các hoạt động bán hàng trong khu vực.

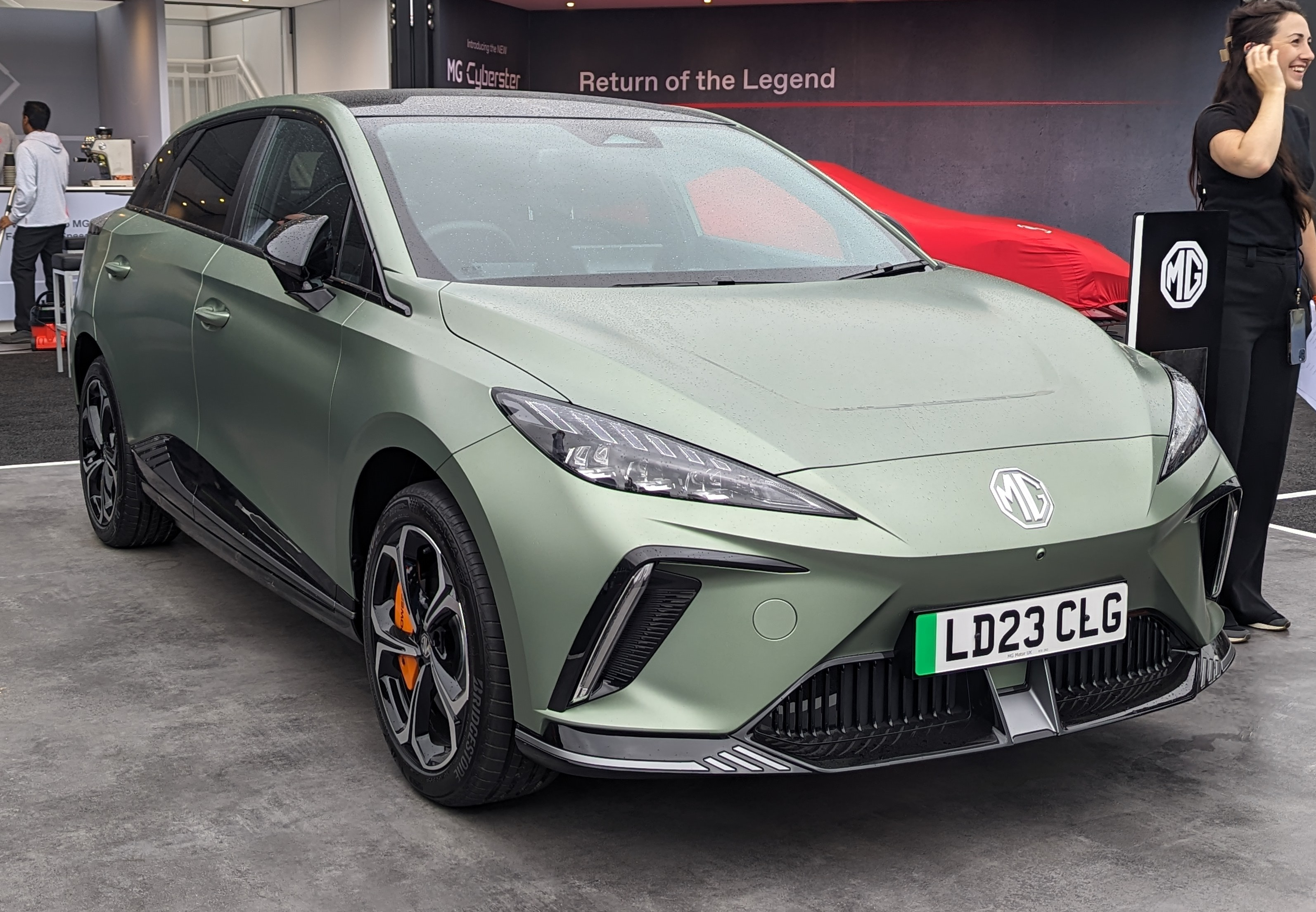
2023 MG4 EV XPower

Trong những năm 2020, MG chứng kiến doanh số tăng đáng kể tại Anh và Châu Âu. Sự tăng trưởng này chủ yếu được thúc đẩy bởi việc mở rộng mạng lưới đại lý và giới thiệu một số mẫu xe điện mới. Từ năm 2020 đến năm 2023, MG là một trong những thương hiệu tăng trưởng nhanh nhất tại Anh và Châu Âu, nơi công ty đã ghi nhận mức tăng trưởng trong bối cảnh đại dịch COVID-19, trong đó nhiều thương hiệu khác đã chứng kiến doanh số sụt giảm. Doanh số bán xe MG tại Úc cũng tăng gấp bốn lần từ năm 2020 đến năm 2023 do mức giá hấp dẫn. MG4 EV, mẫu xe điện đầu tiên do MG phát triển hoàn toàn và được ra mắt vào năm 2022, đã góp phần đáng kể vào việc thúc đẩy doanh số tăng trưởng của MG và nhận được sự hoan nghênh rộng rãi từ báo chí.

## Sản phẩm

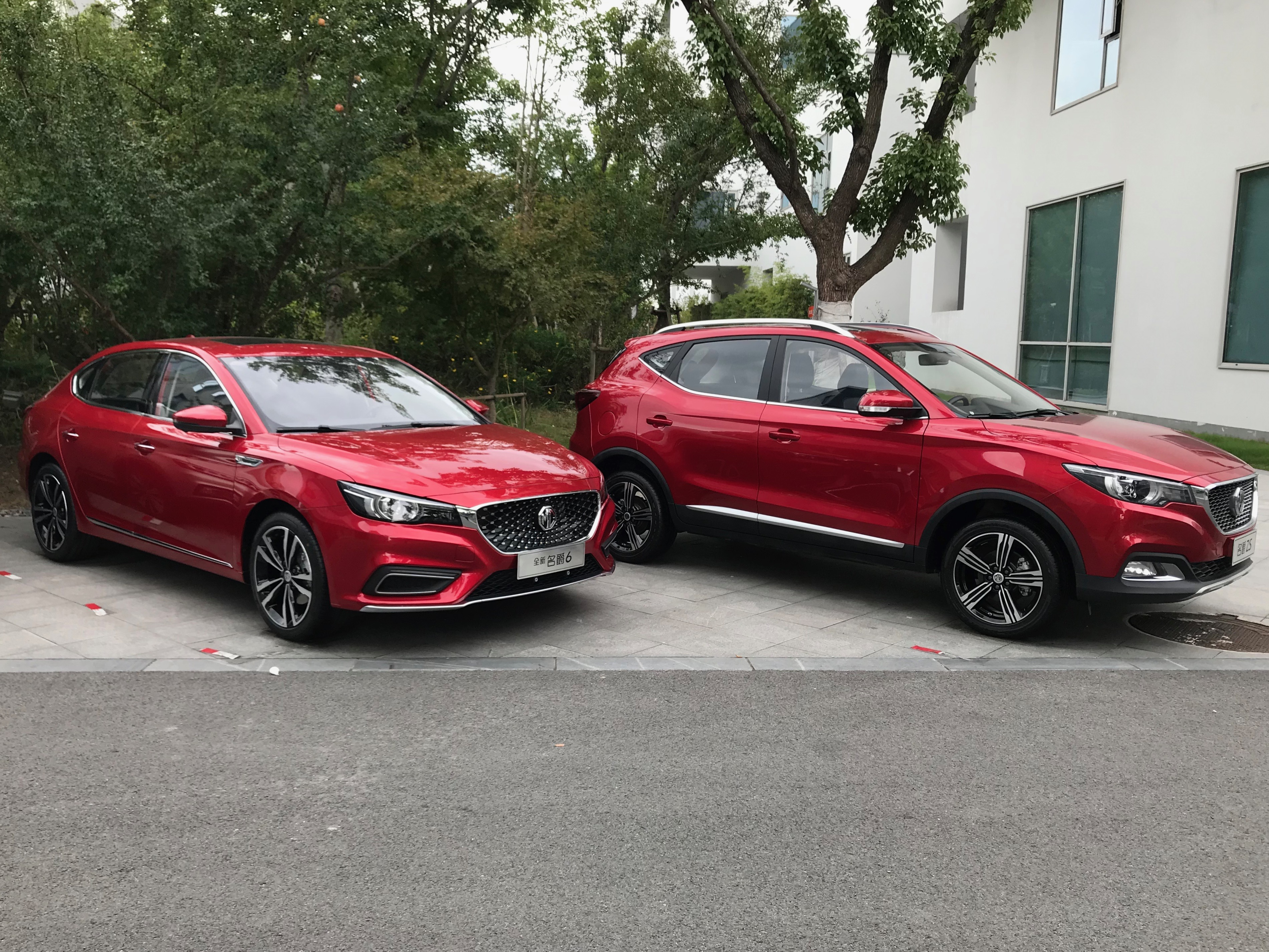
MG6 và MG ZS 2017

Các sản phẩm ban đầu của MG Motor bao gồm các xe MG Rover được làm mới, chẳng hạn như MG TF, MG3 thế hệ đầu tiên và MG7 thế hệ đầu tiên. MG Motor bắt đầu tung ra các xe mới vào năm 2011, bắt đầu với MG6 rồi đến MG3 thế hệ thứ hai. MG Motor cũng tiếp thị các xe đổi nhãn hiệu từ công ty mẹ SAIC Motor như Roewe và Maxus, cùng với các xe dành riêng cho thương hiệu MG.
MG Motor bắt đầu sản xuất xe tại Ấn Độ từ năm 2019, trong đó một số sản phẩm có nguồn gốc từ công ty anh em SAIC-GM-Wuling. Các sản phẩm như MG Hector và MG Comet EV chỉ dành riêng cho Ấn Độ. Thương hiệu này cũng chỉ cung cấp các xe thương mại cho Thái Lan, chẳng hạn như MG V80 và MG Extender có nguồn gốc từ Maxus.
Tại Triển lãm ô tô Thượng Hải vào tháng 4 năm 2013, MG đã giới thiệu một mẫu xe SUV xem trước đầu tiên của hãng, MG GS. Phiên bản thương mại của GS đã được bán tại Trung Quốc vào tháng 3 năm 2015. GS đã được bán tại Anh vào tháng 6 năm 2016. MG Motor tiếp nối việc phát hành GS bằng một mẫu SUV nhỏ hơn, ZS, sau đó trở thành mẫu xe MG phổ biến nhất trên toàn cầu. Năm 2018, GS đã được thay thế bằng MG HS.
Chiếc xe điện sản xuất đầu tiên của MG là eZS (ZS EV bên ngoài Trung Quốc), được công bố tại Triển lãm ô tô Quảng Châu 2018 vào tháng 11 Dựa trên mẫu SUV ZS, chiếc xe đã có mặt tại các thị trường xuất khẩu như Anh và Châu Âu với tên gọi MG ZS EV kể từ năm 2019. ZS EV được tiếp nối bởi MG5 SW EV (Roewe Ei5 đổi tên), được bán tại Anh vào tháng 9 năm 2020 và tại Thái Lan vào tháng 11 năm 2020 (với tên gọi MG EP). MG4 EV, được giới thiệu vào tháng 7 năm 2022, đã giúp MG tăng đáng kể doanh số bán hàng tại châu Âu. Mẫu xe này là một chiếc hatchback phân khúc C tập trung vào châu Âu với nền tảng xe điện chuyên dụng có tên là Modular Scalable Platform (MSP). Biến thể XPower, mượn tên từ dòng hiệu suất cũ của MG, đã được bán vào năm 2023. Vào năm 2023, MG đã giới thiệu một chiếc ô tô điện khác và chiếc xe mui trần đầu tiên của hãng, Cyberster, được bán vào năm 2024.
Năm 2024, MG giới thiệu thế hệ mới của ba mẫu xe động cơ đốt trong của mình, MG3, MG HS và MG ZS. Thế hệ HS mới là mẫu xe đổi tên của Roewe RX5 tại thị trường Trung Quốc.

Sản phẩm phổ biến nhất của MG Motor trên thị trường quốc tế là MG ZS. Đây là một trong những mẫu xe được xuất khẩu nhiều nhất từ Trung Quốc, với 201.874 chiếc được xuất khẩu từ Trung Quốc sang thị trường quốc tế vào năm 2023, không bao gồm MG ZS EV với 49.418 chiếc được xuất khẩu. Tổng doanh số tích lũy của ZS kể từ khi ra mắt đạt 999.612 chiếc tính đến  tháng 12 năm 2023.

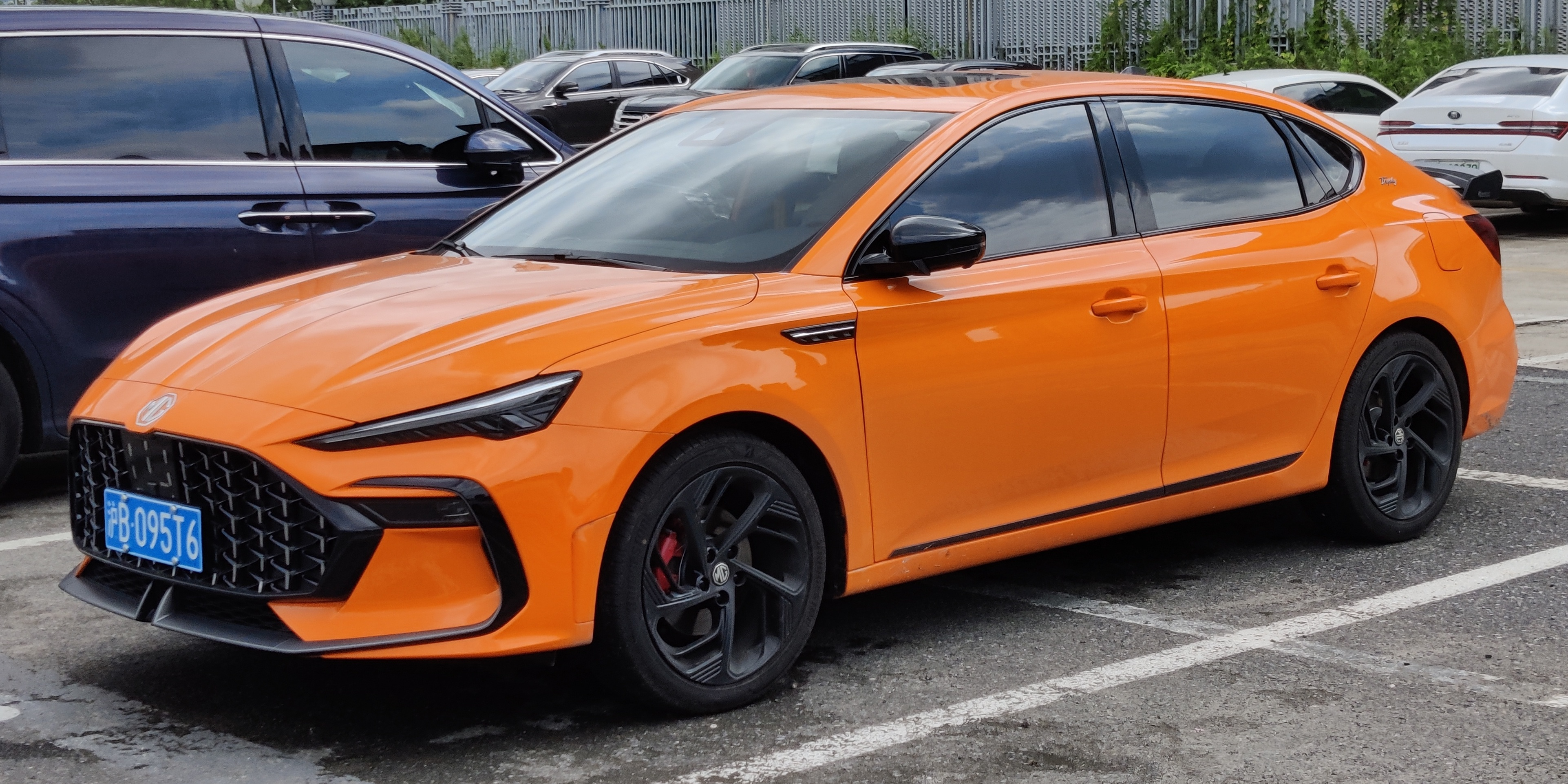
MG6 Pro
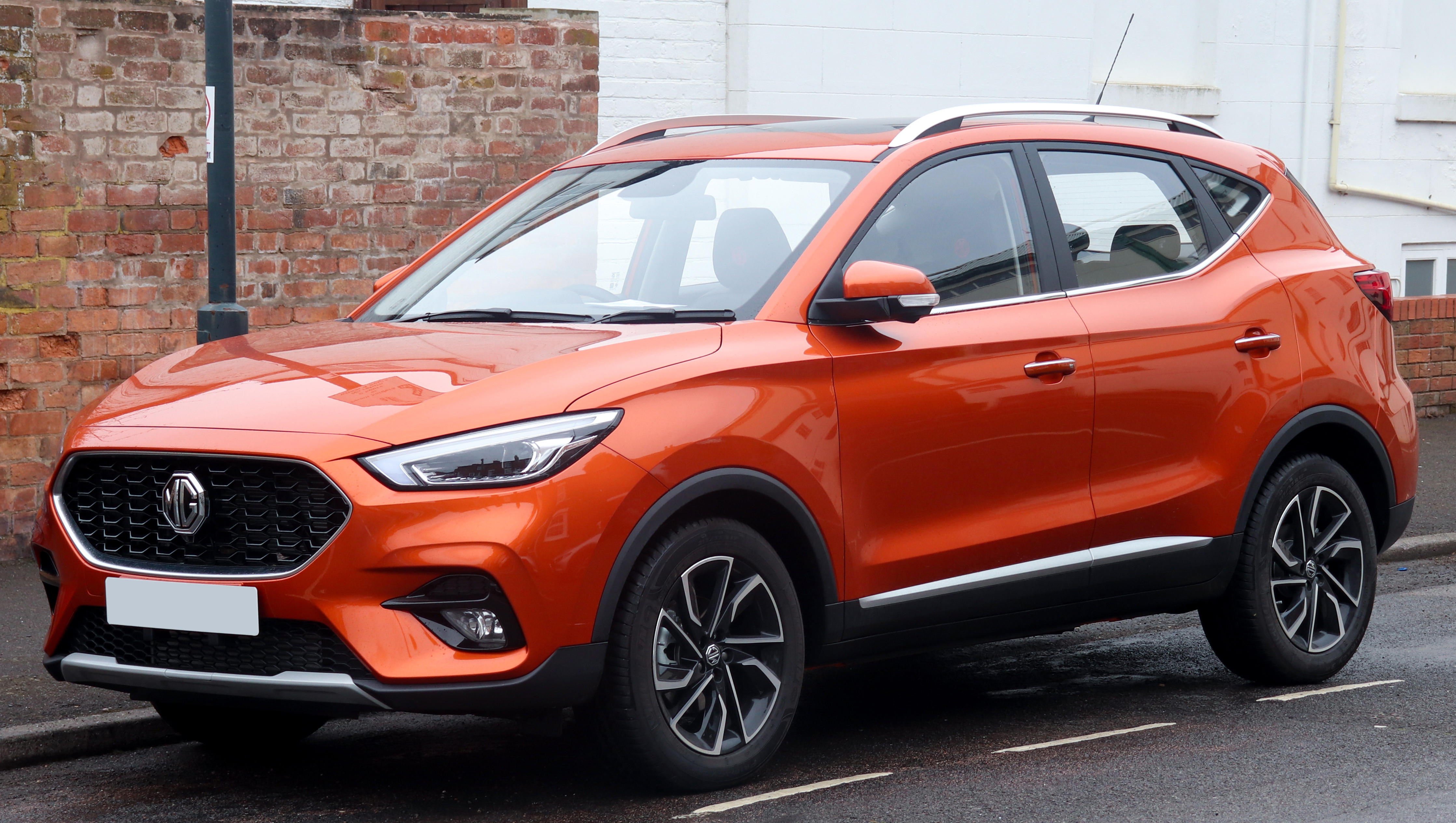
MG ZS
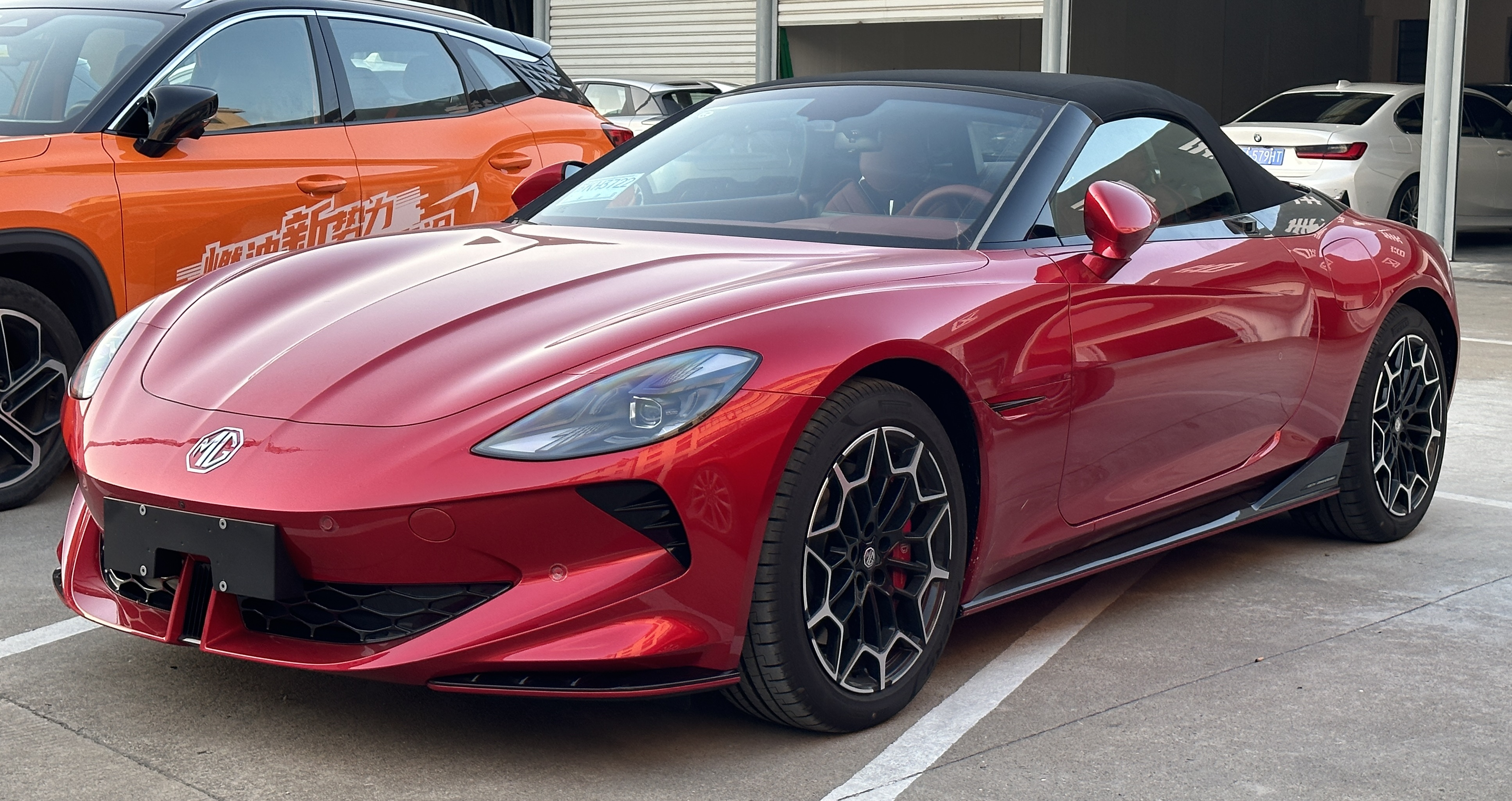
MG Cyberster
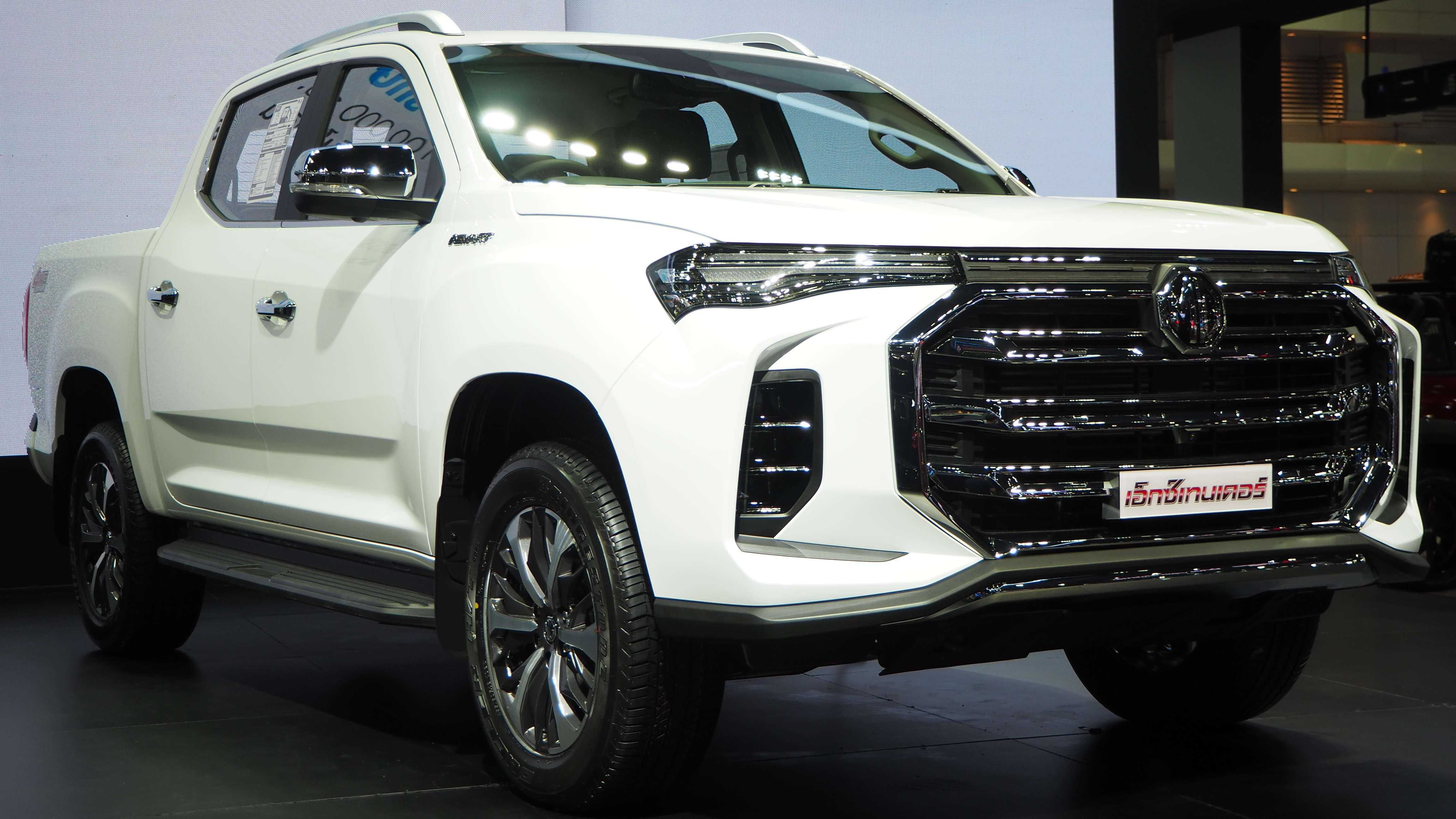
MG Extender, đổi tên từ Maxus T60/T70

## Hoạt động

### Phát triển

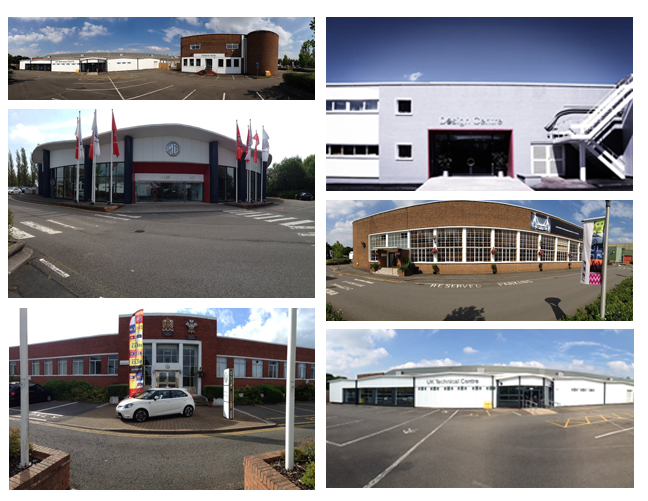
MG Motor UK HQ–SAIC UK Technical & Design Centre

Xe ô tô MG Motor trước đây được SAIC chế tạo tại cơ sở Longbridge ở Birmingham, Vương quốc Anh. Longbridge trước đây là trụ sở của Austin, British Leyland, Rover Group và sau đó là MG Rover Group. Hiện tại, hầu hết hoạt động thiết kế, phát triển và R&D diễn ra tại Trung Quốc bởi SAIC Motor R&D Innovation Headquarters (SRIH).
Cơ sở Longbridge đã được giữ lại làm cơ sở cho Trung tâm kỹ thuật SAIC Motor Vương quốc Anh (SAIC Motor Technical Centre UK - SMTC), nơi có đầu vào thiết kế và kỹ thuật đáng kể vào các sản phẩm của SAIC trên toàn cầu. SMTC từng có thời kỳ đỉnh cao khi có khoảng 500 nhân viên. SAIC đã giảm sự hiện diện của mình tại Longbridge vào năm 2019 khi Trung tâm kỹ thuật lớn này thu hẹp quy mô xuống còn 20 nhân viên và chuyển đến London. Cơ sở này từng là nơi đặt một studio thiết kế trước khi chuyển đến London.
SAIC Design Advanced London tại London, Vương quốc Anh tại đường Marylebone đã thay thế studio thiết kế Longbridge. Dưới sự lãnh đạo của Carl Gotham và Robert Lemmens với 20 nhân viên, studio đã tiến hành một số công việc thiết kế quan trọng cho các xe MG và làm việc kết hợp với các studio khác của nhà sản xuất ô tô để hỗ trợ các thiết kế sản phẩm trong tương lai cho các thương hiệu bao gồm MG, Roewe và Rising Auto.
Một số mẫu xe MG đặc biệt ở Ấn Độ được phát triển bởi SAIC-GM-Wuling, một liên doanh do SAIC sở hữu phần lớn.

### Sản xuất

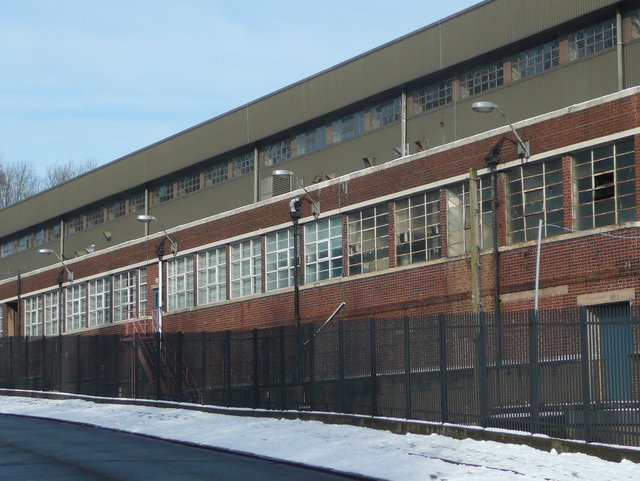
Longbridge plant, 2009

Sau khi MG Rover sụp đổ, Nanjing Automobile Corporation (NAC) đã tiếp tục sản xuất tại nhà máy Longbridge vào năm 2008. NAC đã sử dụng Longbridge để sản xuất MG TF, sau đó họ đã phát triển lại một chút. SAIC đã tiếp quản thương hiệu MG và từ năm 2010 trở đi, MG6 đã được sản xuất tại Trung Quốc. Từ ngày 13 tháng 4 năm 2011, MG Motor bắt đầu sản xuất MG6 tại Longbridge. Từ năm 2013, MG 3 cũng đã được lắp ráp một số bộ phận cuối cùng tại cùng một nhà máy. Hoạt động tại Longbridge sau đó đã dần giảm xuống. Vào tháng 9 năm 2016, MG Motor đã chấm dứt sản xuất tại cơ sở Longbridge, với Matthew Cheyne, giám đốc bán hàng và tiếp thị tại MG Motor UK, cho biết "việc chuyển sản xuất ra nước ngoài là một quyết định kinh doanh cần thiết". Cheyne tuyên bố rằng công ty "không thực sự sản xuất ở đó", với công nhân chỉ thực hiện các bổ sung tối thiểu cho ba mẫu xe, MG3, MG6 và MG GS được cung cấp dưới dạng bộ dụng cụ tháo rời. 25 nhân viên đã bị sa thải do động thái này và những nhân viên khác chuyển đến các khu vực khác. Điều này đánh dấu sự kết thúc của hoạt động sản xuất MG tại Anh và hoạt động sản xuất đã được chuyển hoàn toàn sang Trung Quốc.
Vào tháng 12 năm 2017, MG Motor đã mở nhà máy đầu tiên ở nước ngoài bên ngoài Trung Quốc tại Vương quốc Anh ở Chonburi, Thái Lan. Nhà máy được thành lập và vận hành bởi một liên doanh giữa SAIC Motor và Charoen Pokphand, một tập đoàn của Thái Lan. Nhà máy có tổng công suất sản xuất hàng năm là 100.000 xe. Nhà máy mới thay thế cho nhà máy cũ ở Rayong đã được sử dụng từ năm 2014, có công suất sản xuất hàng năm là 50.000 xe và đã đóng cửa kể từ đó. Năm 2022, cơ sở này đã xuất khẩu 6.684 xe sang Việt Nam và Indonesia.
Năm 2019, SAIC Motor đã mở nhà máy thứ tư tại Trung Quốc đặt tại Ninh Đức, Phúc Kiến, chủ yếu được sử dụng để sản xuất và xuất khẩu xe MG. Đây là nhà máy thứ tư của SAIC tại Trung Quốc, sau các nhà máy ở Thượng Hải, Nam Kinh và Trịnh Châu. Nhà máy trị giá 5 tỷ nhân dân tệ (702 triệu đô la) có khả năng sản xuất tới 240.000 xe mỗi năm ở công suất tối đa, tăng năng lực sản xuất hàng năm của SAIC tại Trung Quốc từ 740.000 lên 980.000 xe. Chiếc xe đầu tiên được sản xuất tại nhà máy là phiên bản hybrid cắm điện của MG HS.

### Marketing

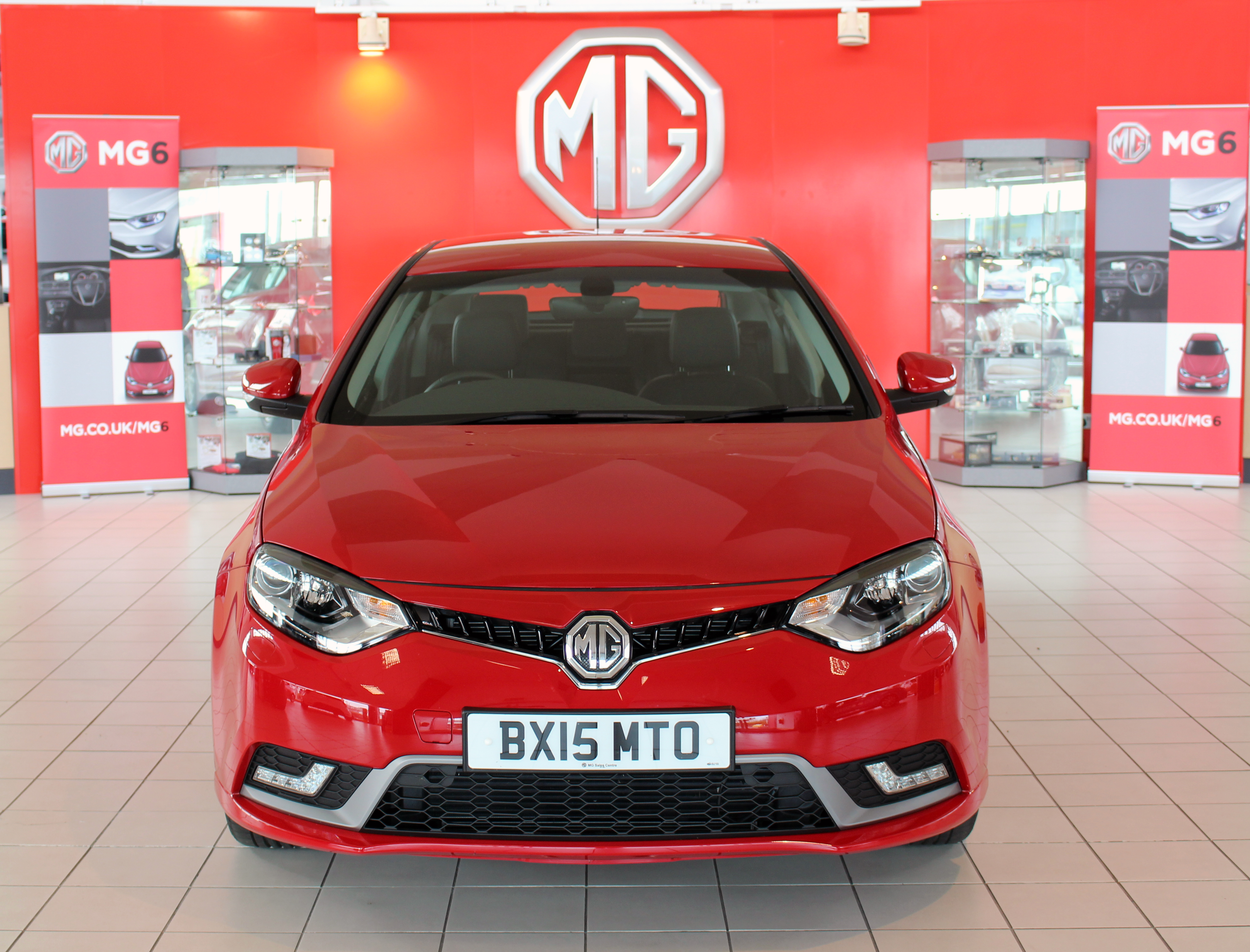
Một chiếc MG6 2015 tại một đại lý ở Anh

Tại hầu hết các thị trường bên ngoài Vương quốc Anh và Châu Âu, xe MG được gắn biểu tượng "Brit Dynamics" như một phần của chiến dịch tiếp thị "Brit Dynamics" nhằm nhấn mạnh kỹ thuật, kiểu dáng và hành vi lái xe "Anh".
Bắt đầu từ năm 2016, MG là đối tác tài trợ của câu lạc bộ bóng đá Liverpool F.C Ban đầu chỉ gồm các đối tác khu vực dành cho thị trường Trung Quốc, kể từ tháng 7 năm 2019, MG đã mở rộng mối quan hệ khu vực lâu dài hiện có của mình để kết hợp các thị trường toàn cầu. Quan hệ đối tác kết thúc vào giữa năm 2022. Vào tháng 1 năm 2024, MG Motor UK đã công bố tài trợ nhiều năm cho câu lạc bộ bóng đá London Arsenal F.C Trước đây, MG Motor đã từng tài trợ cho Copa Sudamericana, giải đấu cấp câu lạc bộ liên lục địa thứ cấp ở Nam Mỹ, cũng như câu lạc bộ bóng đá Pháp Olympique Lyonnais.

## Xe thể thao

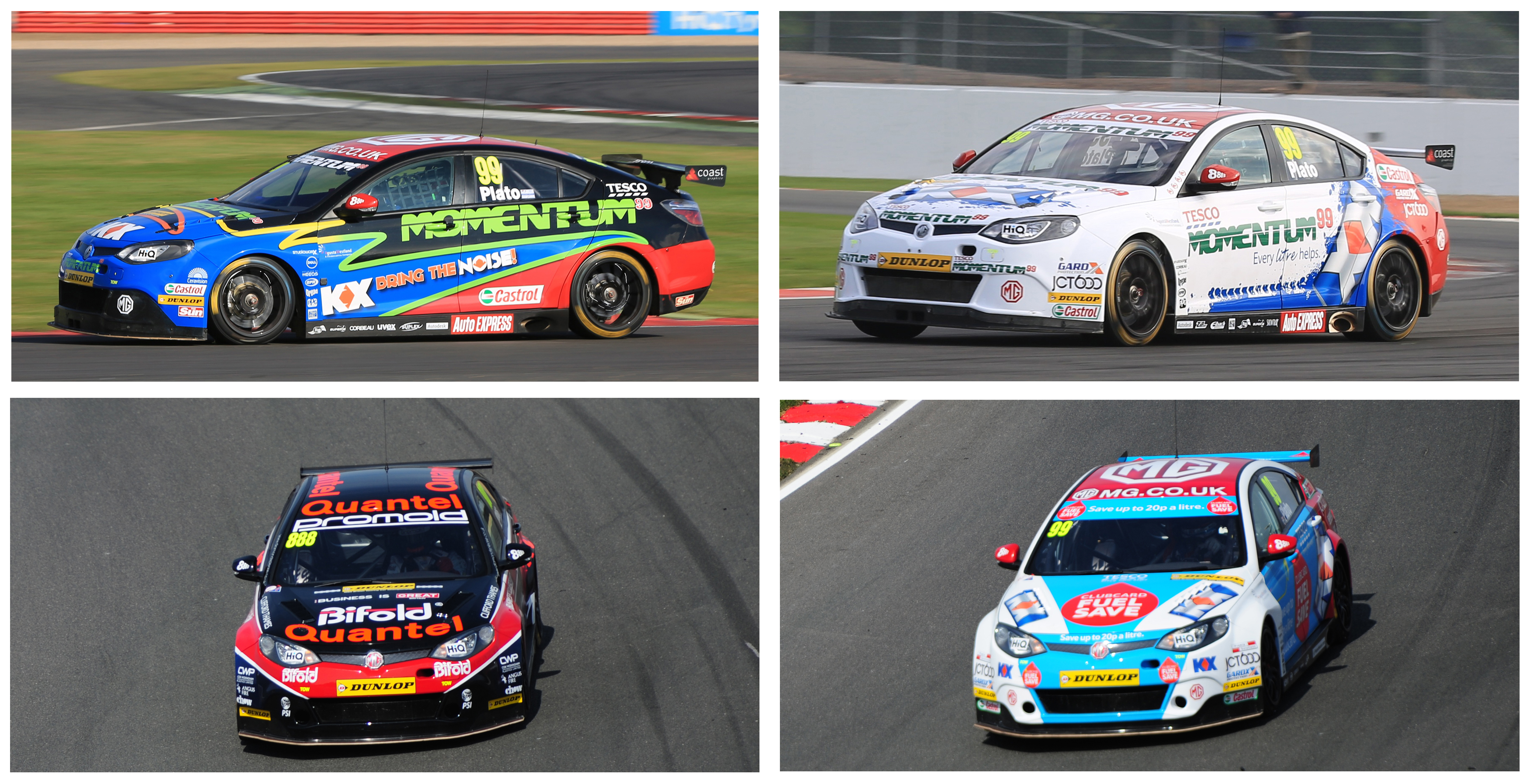
MG / Triple Eight British Touring Cars 2012–2014

Vào tháng 1 năm 2012, MG Motor thông báo rằng họ sẽ tham gia Giải vô địch xe du lịch Anh năm 2012 thông qua đội MG KX Momentum Racing mới thành lập. Trong mùa giải đầu tiên, đội đã chạy hai chiếc MG6 do Jason Plato và Andy Neate cầm lái. Plato kết thúc mùa giải ở vị trí thứ ba, với chiếc xe vẫn chưa thể đứng vững trong điều kiện ẩm ướt.

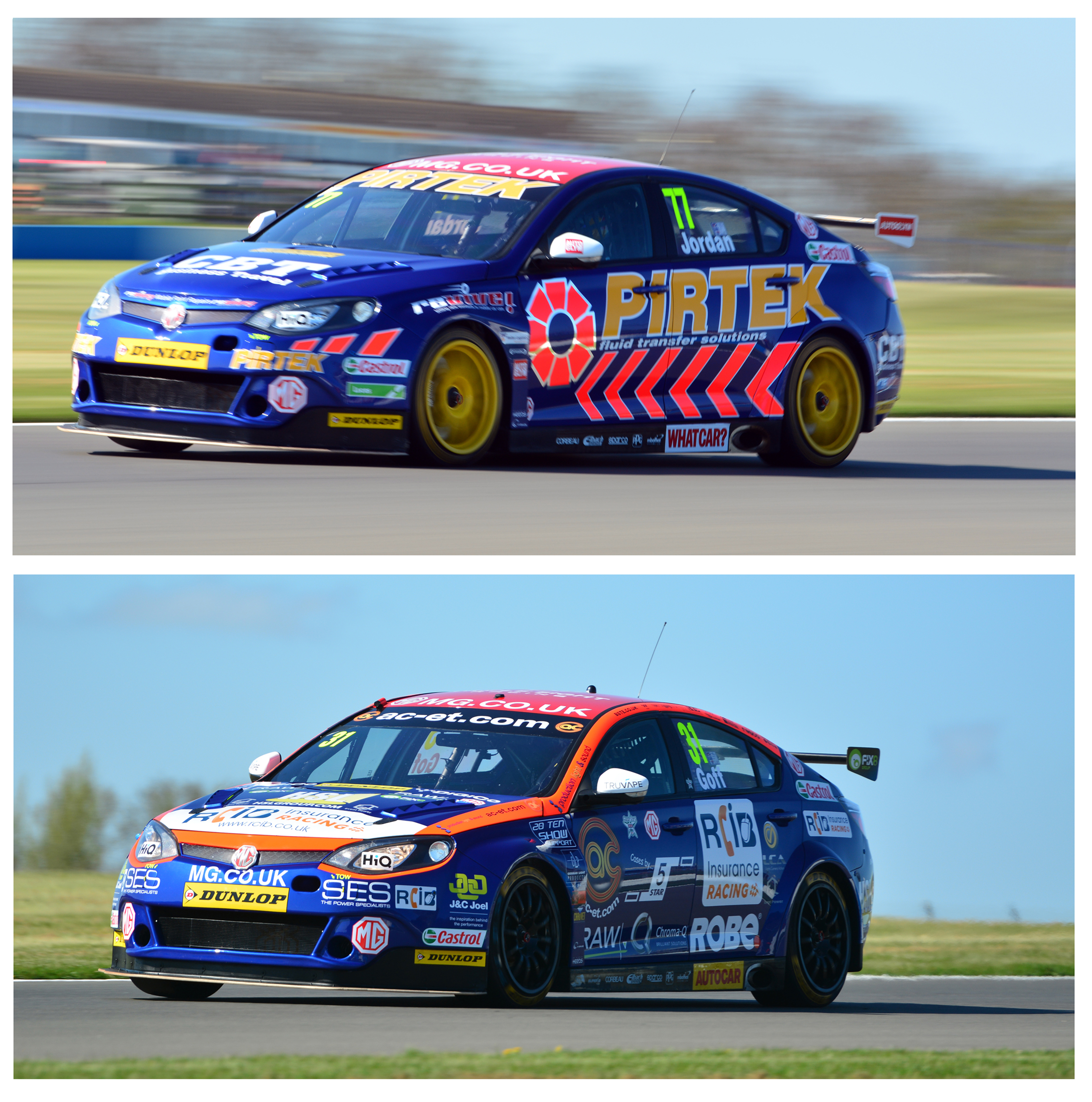
MG / Triple Eight British Touring Cars 2015

Đội đua trở lại vào năm 2013, với Sam Tordoff cầm lái, người đã thể hiện tốt trong năm đầu tiên tham gia thông qua chương trình KX Academy. Plato một lần nữa về thứ ba, còn Tordoff về thứ sáu.
Năm 2014, MG đã giành chức vô địch của Nhà sản xuất để phá vỡ kỷ lục bốn năm của Honda. Chỉ sau ba năm thi đấu, MG6 GT đã giành chức vô địch với 95 điểm tại trận chung kết mùa giải tại Brands Hatch.
Các tay đua Plato và Tordoff đã giành được bảy chiến thắng và 20 lần lên bục vinh quang trong lịch trình 30 cuộc đua. Plato đã hoàn thành Giải vô địch của Người lái ở vị trí thứ hai, sau Colin Turkington, trong khi Tordoff về thứ bảy. Mùa giải 2014 cũng chứng kiến chiếc MG6 GT thứ ba trên đường đua, do Marc Hynes cầm lái và cũng được Triple Eight bảo dưỡng nhưng với lớp sơn mới không giống với hai chiếc xe MG kia. Hynes đã hoàn thành màn ra mắt của mình
Đối với chiến dịch năm 2015, MG đã chiến đấu để giành lại danh hiệu Nhà sản xuất/Nhà xây dựng với đội hình tay đua mới. Nhà vô địch năm 2013 Andrew Jordan và tay đua trẻ Jack Goff đã kết hợp với MG6 để cạnh tranh với Honda, BMW và Infiniti cho danh hiệu. MG đứng thứ hai trong cuộc đua giành danh hiệu Nhà sản xuất/Nhà xây dựng, với Andrew và Jack lần lượt đứng thứ năm và thứ chín trong bảng xếp hạng tay đua.
MG đã công bố gia hạn hợp đồng ba năm mới với Triple Eight Racing cho chiến dịch BTCC 2016. Kế hoạch của đội là đưa những tay đua trẻ và triển vọng vào với mục đích phát triển nhà vô địch của riêng mình trong suốt thời hạn hợp đồng. Josh Cook, cựu vô địch Renault UK Clio Cup 2014, và người chiến thắng Jack Sears Trophy của BTCC 2015 (giải thưởng dành cho tân binh xuất sắc nhất) và Ashley Sutton, tốt nghiệp BTCC sau khi rời khỏi Renault Clio Cup với tư cách là nhà vô địch đương nhiệm năm 2015, đã được công bố là đội hình mới của MG. Sau một chiến dịch khó khăn, các tay đua MG lần lượt về đích ở vị trí thứ 12 và 13, với Ash giành được Cúp Jack Sears cho tân binh xuất sắc nhất. 
Một đội hình tay đua mới khác đã được giới thiệu cho mùa giải 2017 khi Árón Taylor-Smith và Daniel Lloyd lái những chiếc xe MG6. Mùa giải là một thảm họa, không có một chiến thắng hay vị trí nào trên bục vinh quang để thể hiện nỗ lực của họ. Lloyd rời đội sau bốn lần gặp nhau và Josh Cook được đưa trở lại để giúp cải thiện kết quả, trong khi Taylor-Smith bị rút khỏi vòng Croft của giải vô địch sau khi gặp tai nạn liên hoàn trong phiên phân hạng ướt tại đường đua, tay đua người Ireland đã vật lộn sau đó, chỉ giành được sáu điểm nữa trong cả mùa giải. Cuối cùng, Cook là tay đua MG có vị trí cao nhất trong giải vô địch, nhưng chỉ ở vị trí thứ 18 (bao gồm cả số điểm anh ấy đạt được khi lái xe cho Maximum Motorsport trước khi trở lại MG) và đội đã về đích ở vị trí cuối cùng trong bảng xếp hạng nhà sản xuất.
Triple Eight đã sáp nhập hoạt động của họ với BMR Racing vào năm 2018, do đó MG lại rời khỏi giải vô địch với tư cách là nhà sản xuất. MG6 tiếp tục được sử dụng trong hai mùa giải tiếp theo, đầu tiên là bởi AmD Tuning vào năm 2018, và sau đó là bởi Excelr8 Motorsport vào năm 2019, nhưng cả hai năm đều không đạt được nhiều thành công.

## Doanh số
| Năm  | Trung Quốc | UK     | Châu Âu bao gồm UK | Ấn Độ  | Mexico | Australia | Thailand | Chile  | Philippines |
| ---- | ---------- | ------ | ------------------ | ------ | ------ | --------- | -------- | ------ | ----------- |
| 2007 | 3,131      |        | -                  | -      | -      | -         | -        | -      | -           |
| 2008 | 9,361      | 133    | -                  | -      | -      | -         | -        | -      | -           |
| 2009 | 13,785     | 374    | 374                | -      | -      | -         | -        | -      | -           |
| 2010 | 29,216     | 282    | 285                | -      | -      | -         | -        | -      | -           |
| 2011 | 50,191     | 360    | 362                | -      | -      | -         | -        | -      | -           |
| 2012 | 72,516     | 782    | 787                | -      | -      | -         | -        | -      | -           |
| 2013 | 74,684     | 504    | 513                | -      | -      | -         | -        | -      | -           |
| 2014 | 52,217     | 2,326  | 2,326              | -      | -      | -         | 204      | -      | -           |
| 2015 | 70,377     | 3,152  | 3,157              | -      | -      | -         | 3,779    | -      | -           |
| 2016 | 80,389     | 4,192  | 4,194              | -      | -      | -         | 8,319    | -      | -           |
| 2017 | 134,786    | 4,192  | 4,442              | -      | -      | -         | 12,013   | 3,035  | -           |
| 2018 | 256,084    | 9,049  | 9,050              | -      | -      | 3,007     | 23,740   | 5,406  | -           |
| 2019 | 269,751    | 14,061 | 14,061             | -      | -      | 8,326     | 26,516   | 8,386  | 5,085       |
| 2020 | 297,317    | 18,415 | 25,199             | 28,162 | -      | 15,253    | 28,316   | 10,789 | 3,542       |
| 2021 | 456,243    | 30,600 | 52,546             | 40,273 | 8,699  | 39,025    | 31,005   | 20,846 | 6,343       |
| 2022 | 170,236    | 51,050 |                    | 48,063 | 23,574 | 49,582    | 24,466   | 20,301 | 7,856       |
| 2023 | 99,441     | 81,289 |                    | 49,229 | 60,128 | 58,346    | 29,176   | 11,657 | 10,110      |